# سیارک ۷۰۴۷
سیارک ۷۰۴۷ (به انگلیسی: 7047 Lundstrom، نامگذاری:1978RZ9) هفت هزار و چهل و هفتمین سیارک کشف شده‌است که در ۲ سپتامبر ۱۹۷۸ کشف شد.
قدر مطلق سیارک برابر ۱۴٫۱۰ است.